# Troglodromus bucheti
Troglodromus bucheti es una especie de escarabajo del género Troglodromus, familia Leiodidae. Fue descrita por Sainte-claire Deville en 1898. Se encuentra en Francia.

## Subespecies
Se reconocen las siguientes:
- T. b. boissyi
- T. b. bonafonsi
- T. b. bucheti
- T. b. carboneli
- T. b. caussicola
- T. b. chobauti
- T. b. colasi
- T. b. gaveti
- T. b. giordani
- T. b. infernalis
- T. b. laetus
- T. b. ochsi
- T. b. orientalis
- T. b. paenitens
- T. b. philippi